# Église orthodoxe serbe libre
L'Église orthodoxe serbe libre est une juridiction composée des paroisses serbes en diaspora qui se sont séparées de l'Église orthodoxe de Serbie.

## Histoire

### Séparation
En 1967, un nombre important de paroisses serbes d’Amérique du Nord et d'Australie refuse de dépendre de l'Église orthodoxe serbe alors sous l'influence du pouvoir communiste.

### Réunion
La pleine communion est rétablie avec celle-ci en 1992. Cela se traduit par l'abandon du nom "libre" pour celui de "Métropole de Nouvelle Gracanica" avec aux États-Unis un diocèse et un autre pour l'Australie composé d'un monastère et de dix sept paroisses.
Dans la perspective d'une fusion en Australie des deux diocèses, celui patriarcal (Serbian Orthodox Diocese of Australia and New Zealand) et celui de Nouvelle Gracanica (New Gracanica Metropolia for Australia and New Zealand)[réf. nécessaire]. Cette fusion est effective le 10 mai 2011, donnant naissance à une métropole unique pour l'Australie et la Nouvelle-Zélande.

### Partie refusant la réunion
Une opposition était apparue notamment à Canberra avec l'église Saint Georges et le monastère Saint Sava qui quittent leur diocèse d'origine en décembre 2007 en reprenant le nom d’Église orthodoxe serbe libre[réf. nécessaire]. Avec le soutien de l'Église orthodoxe de Grèce - Saint-Synode en résistance a lieu en janvier 2013, au monastère Saint Sava, la consécration de Mgr Ambroise. Ce dernier consacre en juin 2019 Mgr Hristifor à Brisbane.